# Jonathan Gómez
Pour les articles homonymes, voir Gómez.
Jonathan Gómez, né le 1er septembre 2003 à North Richland Hills au Texas, est un joueur international américain et international mexicain de soccer qui évolue au poste d'arrière gauche à l'Albacete Balompié, en prêt du PAOK Salonique.
Son frère aîné, Johan Gómez, est également joueur professionnel de soccer.

## Biographie
Jonathan Gómez est né à North Richland Hills, au Texas, d'une famille mexicaine,.

### Parcours en club
Gómez rejoint l'académie du FC Dallas en 2016, à l'âge de douze ans. Il joue d'abord en USL League One, avec l'équipe réserve du club, le North Texas SC,.
Après avoir notamment remporté la USL League One en 2019 avec l'équipe nord-texane, il signe son premier contrat professionnel avec Louisville City en USL Championship le 5 mars 2020.
Devenu un titulaire régulier avec l'équipe de deuxième division nord-américaine, pour laquelle il est l'auteur de plusieurs buts et de nombreuses passes décisives, Gómez est transféré à la Real Sociedad, qu'il doit rejoindre à la fin de la saison 2021,. Son départ déjà acté, il se voit nommé meilleur jeune de la saison de Championship, devenant également le premier joueur à jouer en équipe des États-Unis pendant qu'il évolue dans ce championnat.
Intégrant initialement l'équipe B de la Real en Segunda División,, il est une première fois appelé en équipe première pour le match de Liga contre Majorque le 2 mars 2022,,.

### Parcours en sélection
Appelé une première fois en équipe senior des États-Unis fin 2021,, Gómez fait ses débuts internationaux le 18 décembre 2021 entrant en jeu lors du match amical contre la Bosnie-Herzégovine, où il se révèle déjà décisif avec un tir dévié qui permet à Cole Bassett d'inscrire le but de la victoire 1-0,.

## Palmarès

### En club
North Texas SC
- Vainqueur de la USL League One en 2019

### Distinctions personnelles
- Meilleur jeune joueur du USL Championship en 2021[16]
- Membre de l'équipe-type du USL Championship en 2021[17]